# Cha Chung-hwa
Cha Chung-hwa (hangul: 차청화; hanja: 車清華; rr: Cha Cheong-hwa; MR: Ch'a Ch'ŏnghwa; 28 de abril de 1980) é uma atriz sul-coreana que trabalhou extensivamente em peças, filmes e na televisão. Ela foi indicada ao Baeksang Arts Awards por seu papel como dama de companhia no drama histórico da tvN, Mr. Queen.
Depois de se formar no Departamento de Teatro da Universidade Sangmyung, Cha fez sua estreia nos palcos em 2005. Cha desenvolveu suas habilidades de atuação aparecendo em trabalhos populares em Daehak-ro, como "Lunatic", "Sheer Madness" e "Suspicious Heungsinso". Ela continuou a trabalhar em vários papéis, incluindo as peças "Late Night Restaurant", "Midnight Serenade" e "Heavy Metal Girls", mostrando seu próprio charme ao público como atriz coadjuvante e de vários papéis.
Ela é conhecida por seus papéis em Crash Landing on You (2019), Mr. Queen (2020-21), Hometown Cha-Cha-Cha (2021) e Dr. Park's Clinic (2022). Ela atuou nos filmes As One (2012), Train to Busan (2016), Pawn (2020), entre outros.

## Início da vida e educação
Nascida e criada em Gwangmyeong, na província de Gyeonggi, Cha Chung-hwa foi uma aluna modelo durante seus dias de escola. Ela serviu como representante de classe durante o ensino fundamental, médio e superior, e entrou na melhor escola de Gwangmyeong, que era uma área fora do padrão. Embora Cha inicialmente sonhasse em se tornar presidente, suas aspirações mudaram com o tempo.
Quando ela estava no ensino médio, Cha encontrava alegria em assistir TV, filmes e ouvir música. Ela se tornou fã do cantor Park Jin-young e sonhava em se tornar uma "artista versátil". No entanto, seus pais queriam que ela estudasse contabilidade para ter uma carreira estável no futuro, então inicialmente se opuseram às suas aspirações. Apesar da oposição, Cha decidiu seguir seu sonho e se inscreveu no Departamento de Teatro da Universidade Sangmyung.

## Carreira

### Estreia
Em 2006, aos 25 anos, Cha fez sua estreia na atuação como atriz de musical no bairro de Daehak-ro, interpretando vários papéis no musical Backstreet Story. Depois de se formar na faculdade, ela tentou vários empregos, incluindo trabalhar como vendedora de loja num shopping center e de estagiar em uma empresa de publicidade e relações públicas. No entanto, ela percebeu que esses empregos não combinavam com ela e, ao entrar na casa dos 30 anos, tornou-se cada vez mais obcecada pelo teatro.
Começando com um papel menor no filme Harmony, de 2010, estrelado por Kim Yun-jin, Cha gradualmente construiu sua filmografia trabalhando em filmes e musicais. Em janeiro de 2011, ela passou por uma audição altamente competitiva para ser selecionada como uma das novas atrizes a atuar no bis da peça coreana Shear Madness. Com Cha impressionando os juízes com suas habilidades únicas de atuação e energia avassaladora em musicais como March of Youth e Runatic, ela foi finalmente selecionada para desempenhar o papel de Kwon Young-hwa na peça.
Em 2012, Cha assumiu outro papel menor no filme As One (2012). Ela também interpretou uma das irmãs Ochazuke na adaptação musical de Shin'ya Shokudō (深夜食堂, lit. "Jantar da Meia-noite"), entitulado "Midnight Diner", dirigido por Kim Dong-yeon. O musical foi adaptado de uma série de mangá japonesa escrita e ilustrada por Yarō Abe, e girava em torno de um restaurante noturno aberto da meia-noite ao amanhecer, e da história de seus clientes peculiares. A série já havia sido adaptada para um drama japonês chamado Midnight Diner, em 2009.
Além de reprisar seu papel no musical Shin'ya Shokudō em 2014, Cha também desempenhou vários papéis na nova versão do musical "Oh! While You Were Sleeping" no mesmo ano. O musical foi dirigido por Jang Yoo-jeong e composto por Kim Hye-seong, uma criativa dupla reconhecida no mundo musical coreano.
Em 2015, Cha assumiu o papel de Park Jung-ja no musical Midnight Serenade. Ela tomou conhecimento do musical pela primeira vez durante as filmagens do filme Harmony de 2009, ao ver sua atriz sênior praticando violão para o teste. A partir desse momento, Cha teve um forte desejo de desempenhar o papel. Ela acabou fazendo o teste para a versão de 2015, com a recomendação de uma colega atriz.
Nesse mesmo ano, Cha conseguiu seu primeiro papel coadjuvante em uma série da MBC, Shopping King Louie. Seu desempenho ajudou estabelecer gradualmente uma forte presença na atuação.
Em 2016, Cha desempenhou o papel de Jung-min na peça "Heavy Metal Girls". Jung-min é uma pesquisadora que dedicou sua juventude ao trabalho e não conseguiu se casar. Ela criou produtos de sucesso como "lámen de tomate" e "peito de frango com mel", dedicando 16 anos de sua vida ao trabalho antes de ser demitida. Cha foi elogiada por sua sinceridade na atuação, enquanto dava vida à personagem no palco.

### Aumento do sucesso
Em 2019, Cha ganhou uma audição para um papel coadjuvante na minissérie da tvN, Crash Landing on You, estrelada por Hyun Bin e Son Ye-jin. Ela desempenhou o papel de Yang Ok-geum, uma ex-locutora e cabeleireira da Coreia do Norte. Na série, sua personagem era responsável por fazer anúncios na vila que vivia, e ela era conhecida por suas maquiagens e trajes extravagantes, que a destacavam. Ela costumava passar um tempo com Na Wol-suk, amiga de sua personagem, e suas interações adicionavam um elemento agradável ao show, com sua química de irmandade.
Em 2020, Cha foi escalada como a dama de companhia Choi, servindo a rainha Cheorin (interpretada por Shin Hye-sun), no drama de fantasia histórico da tvN, Mr.Queen. Seu desempenho recebeu uma resposta altamente positiva dos telespectadores, dominando os termos de pesquisa em tempo real após a transmissão de cada episódio. Cha ganhou o reconhecimento da crítica por seu papel, ganhando uma indicação de Melhor Atriz Coadjuvante no Baeksang Arts Awards. Seus papéis memoráveis nesses dramas também a levaram a ser convidada para fazer aparições em muitos programas populares de televisão.
Após seu sucesso em Mr. Queen, Cha permaneceu ocupada em 2021. Ela fez uma aparição especial no drama de suspense Beyond Evil como Lee Geum-hwa, uma personagem vital para a trama. No drama da KBS, At a Distance, Spring Is Green, ela interpretou a carismática Professora Song. Cha também estrelou o drama de escritório On the Verge of Insanity ao lado de Jung Jae-young e Moon So-ri; interpretando a ex-chefe da equipe financeira da empresa, Shin Jong-ah, que se junta à equipe financeira do Departamento de Negócios de Changin como gerente de contratos. Em julho de 2021, Cha se juntou ao reboot do programa Saturday Night Live Korea, ao lado de Wendy do Red Velvet.
Em agosto de 2021, Cha assumiu um papel maior com o drama Hometown Cha-Cha-Cha, ao lado de Shin Min-a e Kim Seon-ho. Sua personagem, Cho Nam-seok, era dona de um restaurante chinês e era conhecida como a fofoqueira da vila. Sua química com Shin Min-a e Lee Bong-ryun recebeu elogios generalizados. Em setembro do mesmo ano, foi escolhida para interpretar a personagem Choi Mi-yeong na websérie Dr. Park's Clinic , que estreou na TVING em janeiro de 2022.
Em 19 de janeiro de 2022, Cha assinou um contrato exclusivo com a YNK Entertainment. Em abril, ela se juntou ao drama jurídico da SBS, Why Her, como professora de medicina familiar. Em junho, Cha fez uma participação especial no drama Cleaning Up como cunhada de Su-ja (interpretada por Kim Jae-hwa).
Em 2023, Cha se juntou ao drama da MBC, Kokdu: Season of Deity, como Gaksin, a deusa dos boatos. Além disso, ela apareceu como uma mulher sem-teto em My Demon.

## Vida pessoal
Em 11 de outubro de 2023, a agência de Cha confirmou que ela se casaria com um jovem empresário no final daquele mês. A cerimônia de casamento foi realizada em 27 de outubro de 2023, em Seul, sendo convidados apenas familiares e conhecidos do casal. Em 24 de janeiro de 2024, Cha anunciou que estava grávida de seu primeiro filho.

## Filmografia

### Filmes
| Ano  | Título                           | Papel                                            | Ref.          |
| ---- | -------------------------------- | ------------------------------------------------ | ------------- |
| 2010 | Harmony                          | Harmony Choir, perseguidora                      | [ 33 ]        |
| 2010 | Try to Remember                  | Garota Ork/Bodhisattva Solteira                  | [ 34 ]        |
| 2012 | As One                           | Torcedora da Coreia                              | [ 34 ]        |
| 2012 | Almost Che                       | Dong-sook                                        | [ 34 ]        |
| 2012 | Confession of Murder             | Jang Jin-gak                                     | [ 34 ]        |
| 2013 | How to Use Guys with Secret Tips | 2° amiga de Bo-na                                | [ 34 ]        |
| 2013 | Steal my Heart                   | Representante da Organização de Direitos Humanos | [ 34 ]        |
| 2014 | Revivre                          | Dra. Choi, enfermeira de urologia                | [ 34 ]        |
| 2016 | Don' Forget Me                   | Equipe de casamento                              | [ 34 ]        |
| 2016 | The Map Against the World        | Jeong Ho-jib                                     | [ 35 ]        |
| 2016 | Train to Busan                   | Mulher de meia idade (zumbi)                     | [ 34 ]        |
| 2020 | Pawn                             | Esposa de Byeong-dal                             | [ 23 ]        |
| 2022 | Birth                            | Kim A-gi                                         | [ 36 ] [ 37 ] |
| 2023 | Brave Citizen                    |                                                  | [ 38 ]        |

### Séries de televisão
| Ano     | Título                              | Papel                           | Nota                                       | Ref.          |
| ------- | ----------------------------------- | ------------------------------- | ------------------------------------------ | ------------- |
| 2016    | Shopping King Louie                 | Kwon Mi-young                   |                                            | [ 34 ]        |
| 2017    | Black                               | Clara                           |                                            | [ 34 ]        |
| 2017    | Black Knight: The Man Who Guards Me | Líder de Time                   |                                            |               |
| 2018    | The Ghost Detective                 | Esposa do Han Sang-seop         |                                            | [ 34 ]        |
| 2019    | Hotel del Luna                      | Demônia da água                 | Cameo                                      | [ 23 ]        |
| 2019    | The Fiery Priest                    | Ahn Dul-ja                      |                                            | [ 34 ]        |
| 2019–20 | Crash Landing on You                | Yang Ok-geum                    |                                            | [ 23 ]        |
| 2020    | Itaewon Class                       | Esposa do chefe do departamento | Cameo (Ep.3)                               | [ 39 ]        |
| 2020    | Eccentric! Chef Moon                | Pi Gon-sook                     |                                            | [ 40 ]        |
| 2020–21 | Mr. Queen                           | Choi Sanggung                   | Dama de companhia devota da Rainha Cheorin | [ 41 ]        |
| 2021    | Beyond Evil                         | Lee Geum-hwa                    |                                            | [ 42 ]        |
| 2021    | At a Distance, Spring Is Green      | Professora Song                 |                                            | [ 43 ]        |
| 2021    | Hospital Playlist Season 2          | Mãe de Yeon-woo                 | Cameo (Ep.1)                               | [ 44 ]        |
| 2021    | On the Verge of Insanity            | Kim Jung-ah                     |                                            | [ 45 ]        |
| 2021    | Hometown Cha-Cha-Cha                | Jo Nam-sook                     |                                            | [ 46 ]        |
| 2022    | Dr. Park's Clinic                   | Choi Mi-yeong                   |                                            | [ 26 ]        |
| 2022    | Why Her                             | Chae Joon-hee                   |                                            | [ 47 ] [ 48 ] |
| 2022    | Cleaning Up                         | Dongseo                         | Cameo (Ep. 3)                              | [ 29 ]        |
| 2023    | Kokdu: Season of Deity              | Gaksin                          |                                            | [ 49 ]        |
| 2023    | See You in My 19th Life             | Kim Ae-kyung                    |                                            | [ 50 ]        |
| 2023    | My Demon                            | Uma apostadora sem-teto/Deus    | Cameo                                      | [ 51 ]        |

### Programas de televisão
| Ano  | Título                    | Papel                        | Ref.          |
| ---- | ------------------------- | ---------------------------- | ------------- |
| 2020 | Happy Together            | "My Acting Class" (Especial) | [ 52 ]        |
| 2021 | Saturday Night Live Korea | Membro do elenco             | [ 53 ] [ 54 ] |
| 2021 | On & Off                  | Membro do elenco             | [ 55 ]        |

### Webséries
| Ano  | Título              | Papel        | Ref.   |
| ---- | ------------------- | ------------ | ------ |
| 2023 | Song of the Bandits | Kim Seon-bok | [ 56 ] |

## Teatro

### Musicais
| Ano       | Título                                                        | Papel                               | Ref.                 |
| --------- | ------------------------------------------------------------- | ----------------------------------- | -------------------- |
| 2005–2006 | Backstreet Story                                              |                                     | [ 57 ]               |
| 2008      | Medical Lunatic                                               | Ko Dok-hae                          |                      |
| 2008      | March of Youth                                                | Wolsuk                              | [ 58 ]               |
| 2011–2012 | Medical Lunatic                                               | Ko Dok-hae                          |                      |
| 2012–2013 | Midnight Diner                                                | Irmãs Ochazuke - "Mentaiko Salgada" | [ 59 ] [ 60 ] [ 61 ] |
| 2013      | Show de Gala de Encerramento do Festival Musical de Seul 2013 | Ela mesma                           |                      |
| 2013–2014 | Oh! 'While You Were Sleeping                                  |                                     | [ 62 ]               |
| 2014–2015 | Midnight Diner                                                | Irmãs Ochazuke - "Mentaiko Salgada" | [ 63 ] [ 64 ]        |
| 2015      | Midnight Serenade                                             | Park Jung-ja                        | [ 65 ]               |
| 2015      | Bachelor Vegetable Shop                                       | Vários papéis                       | [ 66 ]               |
| 2016      | Mostra Musical Global ao Vivo 2016                            | Ela mesma                           |                      |
| 2016      | Heavy Metal Girls                                             | Min-jeong                           | [ 67 ]               |
| 2016      | Bachelor Vegetable Shop                                       | Vários papéis                       | [ 68 ]               |
| 2016      | Bachelor Vegetable Shop                                       | Vários papéis                       |                      |
| 2019      | Lee Seon-dong Clean Center                                    | Avó                                 | [ 69 ]               |

### Peças
| Ano       | Título               | Papel                                     | Ref.   |
| --------- | -------------------- | ----------------------------------------- | ------ |
| 2010–2011 | Sheer Madness        | Kwon Young-hwa                            | [ 70 ] |
| 2012      | Suspicious Heusingno | Vários papéis, incluindo o de Oh Deok-hee | [ 71 ] |
| 2012      | Youth Band           | Lee In-hee                                |        |
| 2012      | Youth Band           | Lee In-hee                                |        |
| 2012      | Youth Band           | Lee In-hee                                |        |
| 2013      | Knife Handle         | Vários papéis                             |        |
| 2013      | Knife Handle         | Vários papéis                             |        |
| 2013      | Suspicious Heusingno | Vários papéis, incluindo o de Oh Deok-hee |        |
| 2013–2015 | Secret Diary         | Park Dong-soon                            |        |
| 2016      | Come See Me          | Sra. Nam                                  | [ 72 ] |
| 2017      | Come See Me          | Sra. Nam                                  |        |

## Prêmios e indicações
| Cerimônia de premiação | Ano  | Categoria                            | Nomeado/ Trabalho        | Resultado | Ref.          |
| ---------------------- | ---- | ------------------------------------ | ------------------------ | --------- | ------------- |
| Baeksang Arts Awards   | 2021 | Melhor Atriz Coadjuvante - Televisão | Mr.Queen                 | Indicado  | [ 16 ] [ 73 ] |
| MBC Drama Awards       | 2021 | Melhor Atriz Coadjuvante             | On the Verge of Insanity | Indicado  | [ 74 ]        |
| MBC Drama Awards       | 2023 | Melhor Atriz Coadjuvante             | Kokdu: Season of Deity   | Venceu    | [ 75 ]        |